# Campeonato Mundial de Atletismo Júnior de 2014 - 5000 m masculino
A prova dos 5000 metros rasos 	masculino do Campeonato Mundial de Atletismo Júnior de 2014 ocorreu no dia 25 de julho em Eugene, nos Estados Unidos. 

## Recordes
Antes desta competição, os recordes mundiais e do campeonato nesta prova eram os seguintes:
|     | Nome            | Nacionalidade | Tempo    | Local     | Data                |
| --- | --------------- | ------------- | -------- | --------- | ------------------- |
| WJR | Hagos Gebrhiwet | Etiópia       | 12:47.53 | Paris     | 6 de junho de 2012  |
| CR  | Abreham Cherkos | Etiópia       | 13:08.57 | Bydgoszcz | 13 de julho de 2008 |

## Medalhistas
| Ouro                 | Prata            | Bronze              |
| Yomif Kejelcha (ETH) | Yasin Haji (ETH) | Moses Letoyie (KEN) |

## Cronograma
Todos os horários são locais (UTC-7).
| Data        | Hora  | Evento |
| ----------- | ----- | ------ |
| 25 de julho | 20:45 | Final  |

## Resultados

### Final
A prova final foi realizada no dia 25 de julho às 20:45.  
| Posição           | Atleta                    | Nacionalidade  | Tempo    | Notas           |
| ----------------- | ------------------------- | -------------- | -------- | --------------- |
| Medalha de ouro   | Yomif Kejelcha            | Etiópia        | 13:25.19 | Recorde pessoal |
| Medalha de prata  | Yasin Haji                | Etiópia        | 13:26.21 | Recorde pessoal |
| Medalha de bronze | Moses Letoyie             | Quênia         | 13:28.11 |                 |
| 4                 | Joshua Kiprui Cheptegei   | Uganda         | 13:32.84 | Recorde pessoal |
| 5                 | Fredrick Kipkosgei Kiptoo | Quênia         | 13:35.39 |                 |
| 6                 | Phillip Kipyeko           | Uganda         | 13:40.55 |                 |
| 7                 | Tsegay Tuemay             | Eritreia       | 13:50.78 |                 |
| 8                 | Justyn Knight             | Canadá         | 14:08.93 | Recorde pessoal |
| 9                 | Colby Gilbert             | Estados Unidos | 14:09.98 |                 |
| 10                | Morgan McDonald           | Austrália      | 14:10.08 |                 |
| 11                | Kazuto Kawabata           | Japão          | 14:10.14 |                 |
| 12                | István Szögi              | Hungria        | 14:11.35 | Recorde pessoal |
| 13                | Brian Barraza             | Estados Unidos | 14:13.33 |                 |
| 14                | Carlos Mayo               | Espanha        | 14:19.22 |                 |
| 15                | Kim Tae-jin               | Coreia do Sul  | 14:33.14 |                 |
| 16                | Shota Onizuka             | Japão          | 14:34.92 |                 |
| 17                | Mohamed Zarhouni          | Espanha        | 14:19.22 |                 |
| 18                | Julien Wanders            | Suíça          | 14:50.38 |                 |
|                   | Yemaneberhan Crippa       | Itália         | DNS      |                 |

Legenda
| Recorde mundial       | Recorde mundial (World record)               |                       | Recorde africano                      | Recorde africano (African) |                                           | Q | Classificado por posição (Qualified) |
| Recorde do campeonato | Recorde do campeonato (Championship record)  | Recorde da América    | Recorde da América (Americas)         | q                          | Classificado por melhor tempo (Qualified) |   |                                      |
| Melhor marca do ano   | Melhor marca do ano (World leading)          | Recorde asiático      | Recorde asiático (Asian)              | DNS                        | Não largou (Did not start)                |   |                                      |
| Recorde nacional      | Recorde nacional (National record)           | Recorde europeu       | Recorde europeu (European)            | DNF                        | Não terminou (Did not finish)             |   |                                      |
| Recorde pessoal       | Recorde pessoal do atleta (Personal best)    | Recorde da Oceania    | Recorde da Oceania (Oceania)          | DSQ / DQ                   | Desclassificado (Disqualified)            |   |                                      |
| Recorde da temporada  | Recorde da temporada do atleta (Season best) | Recorde sul-americano | Recorde sul-americano (South America) | NM                         | Sem marca (No mark)                       |   |                                      |